# ゲーム発展国++
『ゲーム発展国++』（英題：Game Dev Story）は、カイロソフトより発売されたゲーム会社経営シミュレーションゲーム。

## 概要
カイロソフトを代表するゲーム会社経営シミュレーションゲームの1つ。カイロソフトが知られるきっかけとなったパソコン用ゲーム『ゲーム発展途上国IIDX』（2001年公開）を、携帯電話向けにシステムを簡略化して移植した『ゲーム発展途上国』および追加要素を加えた『ゲーム発展途上国2』をベースとして発展したゲームであり、カイロソフトの公式サイト「カイロパーク」が開設された際に2つの移植版が公開された。この時に公開された作品は『ゲーム発展途上国2』をほぼそのまま移植した無償版の『ピコピコ!ゲーム博覧会』と、追加要素を加えた有償版の『ゲーム発展国++』であった。

## ゲーム内容
前作までと同様にゲームソフトやゲーム機の開発やゲーム開発会社の経営を行い、お金を稼いだり、売り上げ本数を競い合うことを目的としている。社員にブーストを与えるアイテムの使用などによってゲームの質が左右し、売り上げに影響してくる。ゲームを発売すると雑誌レビューが表示される。このレビューの合計点数が32点以上だとゲームが「殿堂入り」し、そのゲームの続編が作れる。ただし、再び続編を作るためには、常に「殿堂入り」する必要がある。
本作で新たに追加された概念として「社員の職業」があり、その種類はプログラマー、シナリオクリエイター、デザイナー、サウンドクリエイター、ディレクター、プロデューサー、エンジニア、スーパーハッカーなど。社員の種類は一年がたつとそれぞれの社員に年俸を支払うが、転職やレベルアップによって年俸が増加する。

## 評価
iOS・Android版の発売以降、欧米圏で話題となり、2011年のGame Developers Choice Awardsでは「Best Handheld Game」部門にノミネートした。
Metacriticでは80点台後半の高得点を獲得している。The A.V. Clubでは、プレイヤーが会社をどう発展させるかの選択の自由度を賞賛している。また、Eurogamerのケーザ・マクドナルドは「今までiPhoneでプレイした中で最高のもの」と評している。